# Tiroteo de Highland Park de 2022
El tiroteo de Highland Park de 2022 fue un tiroteo masivo que ocurrió el 4 de julio de 2022 en Highland Park, Illinois, Estados Unidos, durante un desfile del Día de la Independencia, unos 10 minutos después de que el desfile comenzara a las 10:00 a. m. Las autoridades afirmaron que 7 personas fallecieron y otras 36 resultaron heridas.
La oficina del Sheriff del condado de Lake identificó a Robert "Bobby" E. Crimo III como autor del tiroteo, al que describió como armado y peligroso. Crimo fue detenido en algún momento antes de las 6:45 p. m. hora local.

## Antecedentes
Highland Park es un suburbio ubicado a 40 km (25 millas) al norte de Chicago, Illinois, en la costa norte del área. La ciudad planificó una celebración del 4 de julio que incluyó un desfile que comenzó a las 10:00 a. m. El desfile comenzó en la intersección de las avenidas Laurel y St. Johns y se dirigió hacia el norte por la avenida St. Johns, luego se desvió hacia el oeste por la avenida Central y continuó hasta Parque del Atardecer.

## Tiroteo
El tiroteo comenzó a las 10:14 a. m., en la esquina noroeste de Central Avenue y 2nd Street. El pistolero había accedido discretamente a una posición elevada utilizando una escalera unida al edificio. El desfile no había llegado a la intersección cuando el tirador comenzó su ataque.
Las víctimas fueron espectadores y algunos de los que marchaban en el desfile que estaba a unas tres cuartas partes del recorrido cuando comenzó el tiroteo. Los testigos informaron inicialmente que al menos cinco personas ensangrentadas yacían en el suelo. Un testigo informó que se realizaron más de 20 disparos. Al menos un asistente al desfile brindó tratamiento médico a los heridos antes de que llegaran los primeros en responder. 
Las imágenes filmadas por un reportero del Chicago Sun-Times muestran a una banda participante en una carroza que continúa tocando mientras empezaron los disparos y muchos asistentes corren gritando. Los asistentes capturaron fotos adicionales de la escena y las publicaron en las redes sociales.

## Víctimas
Al menos 6 personas murieron y 36 resultaron heridas en el tiroteo. La policía anunció que cinco personas murieron en el lugar y una persona murió en el hospital tras sufrir heridas graves. El Hospital Highland Park informó que estaban tratando a veintiséis personas después del tiroteo, cinco de las cuales fueron trasladadas más tarde al Hospital Evanston. La mayoría de las lesiones se clasificaron como heridas de bala con algunos heridos como resultado de la caótica evacuación de la ruta del desfile, la edad de los heridos oscilaba entre los 8 y los 85 años. Uno de los asesinados era Nicolás Toledo, un hombre de 78 años que había viajado desde México para visitar a su familia en el área. Tanto Toledo como otro miembro de la familia recibieron disparos, y este hombre acabó muriendo a causa de sus heridas.

## Investigación
La policía cree que solo un tirador fue el responsable. El tirador permaneció prófugo durante siete horas después del tiroteo, y se recuperó un rifle en la escena. La policía describió al sospechoso como un hombre blanco de entre 18 y 20 años, de contextura pequeña y cabello largo y negro. El tiroteo fue descrito como aparentemente "muy aleatorio, muy intencional". Las autoridades locales de Highland Park están trabajando en conjunto con el FBI, la Policía Estatal de Illinois y el Departamento de Policía de Chicago en la investigación.
Más tarde en la noche, la oficina del Sheriff del condado de Lake identificó a Robert "Bobby" Eugene Crimo III, de 21 años (nacido el 20 de septiembre de 2000), nativo de Chicago, como una "persona de interés", quien supuestamente estaba "armado y peligroso". Poco antes de las 7:00 p. m. de la noche, Crimo fue detenido sin incidentes después de que las unidades del alguacil del condado de Lake detuvieran su Honda Fit 2010 dañado en la intersección de U.S. Route 41 y Westleigh Road en Lake Forest, luego de una breve persecución. Antes del incidente, Robert vivía con su familia en el pueblo vecino de Highwood.

## Secuelas
Múltiples suburbios de Chicago, incluidos Evanston, Morton Grove, Deerfield, Glenview, Glencoe, Mount Prospect y Northbrook, cancelaron sus celebraciones del 4 de julio después del tiroteo.
El parque Six Flags Great America continuó operando pero canceló su espectáculo de fuegos artificiales. De manera similar, los Chicago White Sox anunciaron que continuarían jugando su partido contra Minnesota Twins, pero cancelaron su espectáculo de fuegos artificiales.

## Legal
El 5 de julio Crimo fue acusado de 7 cargos de homicidio en primer grado. El día siguiente, confesó ser el autor del tiroteo. La oficina del Sheriff de Lake County informó que está retenido sin posibilidad de fianza.

## Reacciones
El presidente de los Estados Unidos, Joe Biden, declaró que estaba "conmocionado" por la "violencia armada sin sentido" y pidió más medidas de control de armas.
La alcaldesa de Highland Park, Nancy Rotering, declaró que la comunidad había sido "sacudida hasta la médula". El gobernador de Illinois, J. B. Pritzker, emitió un comunicado en el que afirmaba que su oficina había puesto a disposición de la comunidad todos los recursos estatales y se estaba coordinando con los funcionarios locales.
La alcaldesa de Chicago, Lori Lightfoot, emitió un comunicado sobre el tiroteo, calificándolo de devastador y que había estado en contacto con la alcaldesa Nancy Rotering y ofreció el apoyo de la ciudad con el Departamento de Policía de Chicago brindando asistencia. Asimismo, manifestó el duelo de la ciudad con los familiares de las víctimas y heridos.
La senadora del Estado de Illinois, Julie Morrison, y el representante de los Estados Unidos, Brad Schneider, estuvieron presentes y expresaron sus condolencias. Schneider afirmó que él y su equipo de campaña estaban a salvo y destacó su compromiso de hacer de la comunidad un lugar más seguro.